# Histoire de la cuisine chinoise
L'histoire de la cuisine chinoise est marquée par la variété et par la place centrale de l'alimentation dans la culture chinoise-han.

## Généralités
D'après l'archéologue et chercheur Kwang-chih Chang, «les Chinois sont particulièrement préoccupés par la nourriture» et «la nourriture est au centre, ou du moins elle accompagne ou symbolise, de nombreuses interactions sociales». Au cours de l'histoire, «la continuité l'emporte largement sur le changement». Il explique les principes d'organisation du repas dont les origines sont anciennes, et qui assurent la continuité de la cuisine chinoise. Selon lui, le repas chinois est composé de céréales et d'amidons (en chinois simplifié : 饭, en chinois traditionnel : 飯 , en pinyin : fàn) et de plats de légumes ou de viande (菜: cài).
Le sinologue Endymon Wilkinson met en évidence une succession de changements de la «richesse de la cuisine chinoise en constante évolution» :
1. L'expansion de la culture Han, des montagnes du fleuve Jaune à travers une vaste zone géographique en expansion sous différents climats (tropical, subarctique...) cause la diversité des ingrédients et des pratiques culinaires.
2. La médecine traditionnelle, élaborée et en constante évolution, considère la nourriture comme le fondement d'une bonne santé («La nourriture était médecine et la médecine, nourriture»).
3. Des demandes en constante évolution des élites pour des cuisines spécialisées, et les voyages que font celles-ci. Parmi les élites sont comptés tribunaux impériaux, gouverneurs de province, riches propriétaires terriens, «savants gourmands» et marchands itinérants.
4. Les influences étrangères (commerçants japonais, missionnaires européens, envahisseurs nomades des steppes) ont des conséquences sur les recettes et les ingrédients.

Le philosophe et écrivain Lin Yutang écrit :
Comme une vie chinoise resplendit d'une bonne fête! Comme il est apte à crier que la vie est belle quand son estomac et ses intestins sont bien remplis! De cet estomac bien rempli se répand et irradie un bonheur spirituel. Le Chinois se fie à son instinct et son instinct lui dit que lorsque l'estomac est bon, tout va bien. C'est pourquoi je revendique pour les Chinois une vie plus proche de l'instinct et une philosophie qui en rend possible une reconnaissance plus ouverte.

## Origines
De nouvelles techniques alimentaires sont introduites, découvertes ou inventées. Certaines pratiques que nous connaissons, comme l'utilisation de baguettes, n'apparaissent que tardivement. Les premières baguettes sont probablement utilisées pour cuisiner, allumer le feu et servir des morceaux de nourriture et ne sont pas des ustensiles de cuisine. Elles le deviennent pendant la dynastie Han, mais se répandent sous la dynastie Ming. Leur nom (筷子, kuaizi), forme et fonction actuels datent de la dynastie Ming. Le wok est peut-être introduit sous les Han, mais son utilisation initiale se limite au séchage des grains. Sa fonction actuelle (faire sauter, bouillir, cuire à la vapeur, rôtir et frire) se développe sous les Ming. Les Ming voient l'adoption de produits du Nouveau Monde, comme le maïs, les arachides et le tabac. Wilkinson fait remarquer que pour "pour quelqu'un qui est élevé dans la cuisine chinoise de la fin du XXe siècle, la nourriture Ming semblerait probablement encore familière, mais tout ce qui est plus ancien, en particulier avant les Tang, serait probablement difficile à reconnaître comme" chinois "".
La « route de la soie » est le terme conventionnel pour désigner les routes à travers l'Asie centrale reliant le plateau iranien à la Chine occidentale. Le long de cette route commerciale passaient des denrées alimentaires exotiques, introduites dans la cuisine chinoise. Certains comptent, dans leur nom, un radical signifiant «étranger». "Cela surprendrait de nombreux cuisiniers chinois de savoir que certains de leurs ingrédients de base étaient à l'origine des importations étrangères", observe Frances Wood. "Le sésame, les pois, les oignons, la coriandre de Bactriane et le concombre ont tous été introduits en Chine de l'Ouest pendant la dynastie des Han ".

## Classifications
Peu de temps après l'expansion de l'Empire chinois pendant la dynastie Qin, des écrivains han notent les grandes différences dans les pratiques culinaires entre les différentes parties de leur royaume. Ces différences découlent des variations climatiques et des disponibilités de denrées alimentaires en Chine. De nombreux écrivains tentent des classifications. Pourtant, les frontières politiques internes au cours des siècles ne coïncidant pas avec des identités culturelles changeantes, les classifications de type de recettes et d'aliments sont difficiles à établir.
Certaines grandes catégorisations, cependant, réussissent théoriquement :

### Cuisine du Nord et du Sud
La distinction la plus ancienne s'opère entre la plaine de Chine du Nord, colonisée et aride, et les collines plus pluvieuses au sud du fleuve Yangtze, incorporées à l'empire chinois beaucoup plus tard.
Les premiers canaux et, de nos jours, chemins de fer et autoroutes brouillent la distinction, mais il reste vrai que le riz prédomine dans la cuisine du sud et les produits à base de farine (principalement diverses nouilles et boulettes) dans le nord.

### Quatre écoles
Les «quatre écoles» se réfèrent aux cuisines de :
- Shandong (cuisine Lu) ;
- Sichuan (cuisine Chuan) ;
- Guangdong (cuisine Yue) ;
- Jiangsu (cuisine Su / Huaiyang).

Quant aux styles de cuisine issus d'autres zones, ils sont rattachés à ces quatre écoles.

### Huit écoles
Finalement, quatre des branches ont été reconnues comme des écoles chinoises distinctes :
- Fujian (cuisine Min), issue de celle du Guangdong ;
- Zhejiang (cuisine Zhe), issue de celle du Jiangsu ;
- Hunan (cuisine Xiang), issue de celle du Sichuan ;
- Anhui (cuisine Hui), issue de celle du Jiangsu.

Ces écoles supplémentaires et les quatre écoles d'origine forment ainsi les huit écoles de la cuisine chinoise.

## Histoire

### Néolithique
Seules les fouilles permettent aux archéologue de connaître la cuisine de l'époque. Parfois, des artefacts et, très rarement, de véritables aliments conservés sont découverts. En octobre 2005, les nouilles les plus anciennes encore découvertes se trouvent sur le site de Lajia près du cours supérieur du fleuve Jaune dans le Qinghai. Le site est associé à la culture Qijia . Âgées de plus de 4 000 ans, les nouilles étaient fabriquées à partir de sétaire et de mil à balai.

### Histoire primitive dynastique
Les récits légendaires de l'introduction de l'agriculture par Shennong lui attribuent la culture des « Cinq Grains ». La liste de ces grains varie et compte parfois le chanvre et le sésame, principalement utilisés pour les huiles et les arômes. La liste du Classique des rites comprend le soja, le blé, le millet commun, le millet sétaire et le chanvre. Sous la dynastie Ming, l'encyclopédiste Ming Song Yingxing note à juste titre que le riz n'était pas compté parmi les Cinq Grains cultivés par Shennong, le sud de la Chine n'étant ni cultivé, ni colonisé par les Han, mais de nombreux récits des Cinq Grains placent le riz dans leurs listes.
Sous la dynastie Han, les cultures les plus pratiquées sont le blé, l'orge, le riz, la sétaire, le millet à balai et les haricots[Lesquels ?]. La liste des fruits et légumes couramment consommés comprend les châtaignes, les poires, les prunes, les pêches, les melons, les abricots, les baies rouges, les jujubes, la calebasse, les pousses de bambou, les feuilles de moutarde et le taro. Les animaux élevés pour être consommés sont les poulets, les canards mandarins, les oies, les moutons, les porcs, les chameaux et les chiens. Les tortues et les poissons sont capturés dans les ruisseaux et les lacs. Le hibou, le faisan, la pie, le cerf Sika et la perdrix de bambou chinois sont couramment chassés et consommés. Parmi les assaisonnements, on compte le sucre, le miel, le sel et la sauce de soja. En termes de boissons, la bière et le vin jaune sont régulièrement consommés, bien que le baijiu n'apparaisse que plus tard.
Sous la dynastie Han, les Chinois  développent des méthodes de conservation des aliments pour les rations militaires lors de campagnes. La viande est séchée et le grain, cuit, torréfié et séché.
D'après les légendes chinoises, le pain plat et rôti de shaobing est rapporté du Xiyu (nom de l'Asie centrale) par le général Ban Chao de la dynastie Han et est, à l'origine, connu sous le nom de pâtisserie barbare (chinois simplifié : 胡饼, chinois traditionnel : 胡餅 , pinyin : húbǐng). Au sujet du shaobing, on pense qu'il descend du hubing et qu'il est lié au naan persan et d'Asie centrale et à la pita du Proche-Orient. ,, Les étrangers occidentaux fabriquent et vendent des gâteaux de sésame en Chine pendant la dynastie Tang.

### Dynasties du Nord et du Sud
Au cours des dynasties du sud et du nord,les non-Han, comme les Xianbei du nord de Wei, introduisent leur cuisine dans le nord de la Chine, et ces influences continuent jusqu'à la dynastie Tang, popularisant la viande de mouton et les produits laitiers comme le lait de chèvre, les yaourts et les kumis parmi le Peuple Han. C'est pendant la dynastie Song que les Chinois Han développent une intolérance aux produits laitiers et les abandonnent donc. Le rebelle chinois Han Wang Su, qui reçoit l'asile dans le Xianbei Northern Wei après avoir fui le sud de Qi, ne supportant ni la viande de mouton ni les produits laitiers, commence par consommer du thé et du poisson. Plus tard, il put manger du yaourt et de l'agneau, et l'empereur Xianbei lui  demanda lequel des aliments de Chine (Zhongguo) il préférait, entre le poisson et le mouton et entre le thé et le yogourt,,. Le Qimin Yaoshu, texte de Jia Sixie, présente 280 recettes.

### Dynastie Tang

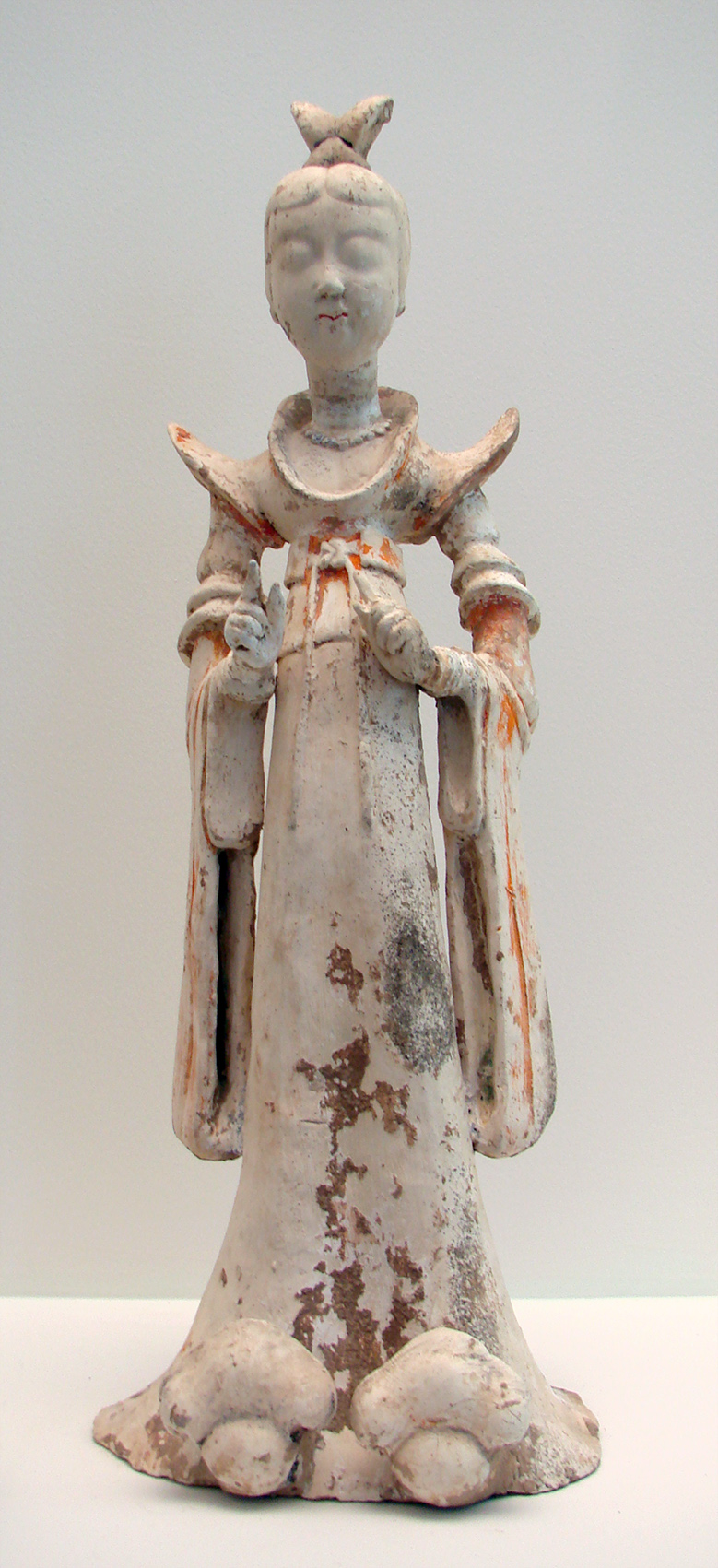
Une sculpture en terre cuite d'une femme, VIIe siècle-VIIIe siècle siècle; à l'époque Tang, les hôtes féminines préparaient des fêtes, des thés et jouaient à des jeux à boire avec leurs invités.

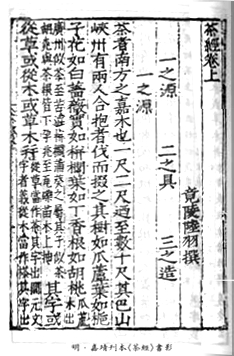
Une page du classique du thé de Lu Yu

Sous la dynastie Tang, deux facteurs favorisent la diversité de l'alimentation : un facteur médical (notamment la recherche de longévité) et la fascination de l'exotisme. En plus des aliments énumérés ci-dessus, les végétaux les plus consommés sont notamment l' orge, l' ail, le sel, les navets, le soja, les poires, les abricots, les pêches, les pommes, les grenades, les jujubes, la rhubarbe, les noisettes, les pignons de pin, les châtaignes, les noix, ignames, taro et d'autres. Les différentes viandes consommées comprennent le porc, le poulet, l'agneau (particulièrement dans le nord), la loutre de mer, l'ours (difficile à chasser, mais il existait des recettes d'ours cuit à la vapeur, bouilli et mariné) et le chameau de Bactriane. Dans le sud, le long de la côte, la viande de fruits de mer était par défaut la plus courante. Les Chinois mangeaient parfois des méduses cuites avec de la cannelle, du poivre de Sichuan, de la cardamome et du gingembre, ainsi que des huîtres avec du vin, des calmars frits avec du gingembre et du vinaigre, des crabes fer à cheval et du crabe rouge, de la crevette et du poisson-globe, qu'ils appelaient le «porcelet de rivière».
La cour Tang encourage le peuple à ne pas manger de bœuf (car le taureau était un animal de trait précieux). De 831 à 833, l'empereur Wenzong de Tang interdit l'abattage du bétail en raison de ses convictions religieuses au bouddhisme. Du commerce outre-mer et sur terre, les Chinois acquièrent pêches dorées de Samarcande, palmiers dattiers, pistaches et  figues de Perse, graines de pin et racines de ginseng de Corée, mangues d'Asie du Sud-Est,. La demande de sucre est forte en Chine. Pendant le règne de Harsha (de 606 à 647), sur le nord de l'Inde, des envoyés indiens en Chine des Tang amènent deux fabricants de sucre qui enseignent aux Chinois la culture de la canne à sucre , Le coton provient aussi d'Inde en tant que produit fini du Bengale, pendant la dynastie Tang. Pendant la dynastie Yuan, il devient le principal textile en Chine.
Le thé provient des bourgeons foliaires de Camellia sinensis, originaire du sud-ouest de la Chine. Au cours de la première dynastie du Nord et du Sud (et peut-être plus tôt), sa consommation se popularise, appréciée pour des raisons gustatives et médicales. Sous la dynastie Tang, le thé prend une connotation de sophistication. Le poète Tang Lu Tong (né en 790 et mort en 835) consacre l'essentiel de sa poésie à son amour du thé. L'auteur du VIIIe siècle Lu Yu (connu sous le nom de Sage du thé) écrit un traité sur l'art de boire du thé, intitulé le Classique du thé (Chájīng). Les Turcs ouïghours apprécient également le thé ; lorsqu'ils se rendent en ville, les premiers endroits qu'ils visitent sont les salons de thé. Afin de contenir les feuilles de thé et de préserver leur goût, les Chinois utilisent du papier d'emballage sous forme de sacs carrés pliés et cousus, bien que le papier d'emballage s'utilise en Chine depuis le IIe siècle av. J.-C.
Pendant la dynastie Tang s'opère le développement des techniques de conservation alimentaire. Elle varie selon la classe sociale. Les classes les plus basses ont recours des méthodes simples de conservation, telles que creuser des fossés et des tranchées profonds, saumurer et saler leurs aliments. Les plus riches et l'élite disposent de fosses à glace. L'empereur en possède de plus grandes, situées dans les jardins des alentours de Chang'an. Chaque année, il demande à des ouvriers de sculpter mille blocs de glace dans les ruisseaux gelés des vallées de montagne, chaque bloc ayant une dimension de 0,91 x 0,91 x 1,06 mètre. Pendant l'été, on consomme des mets glacés comme le melon frais.

### Dynasties Liao, Song et Jurchen Jin

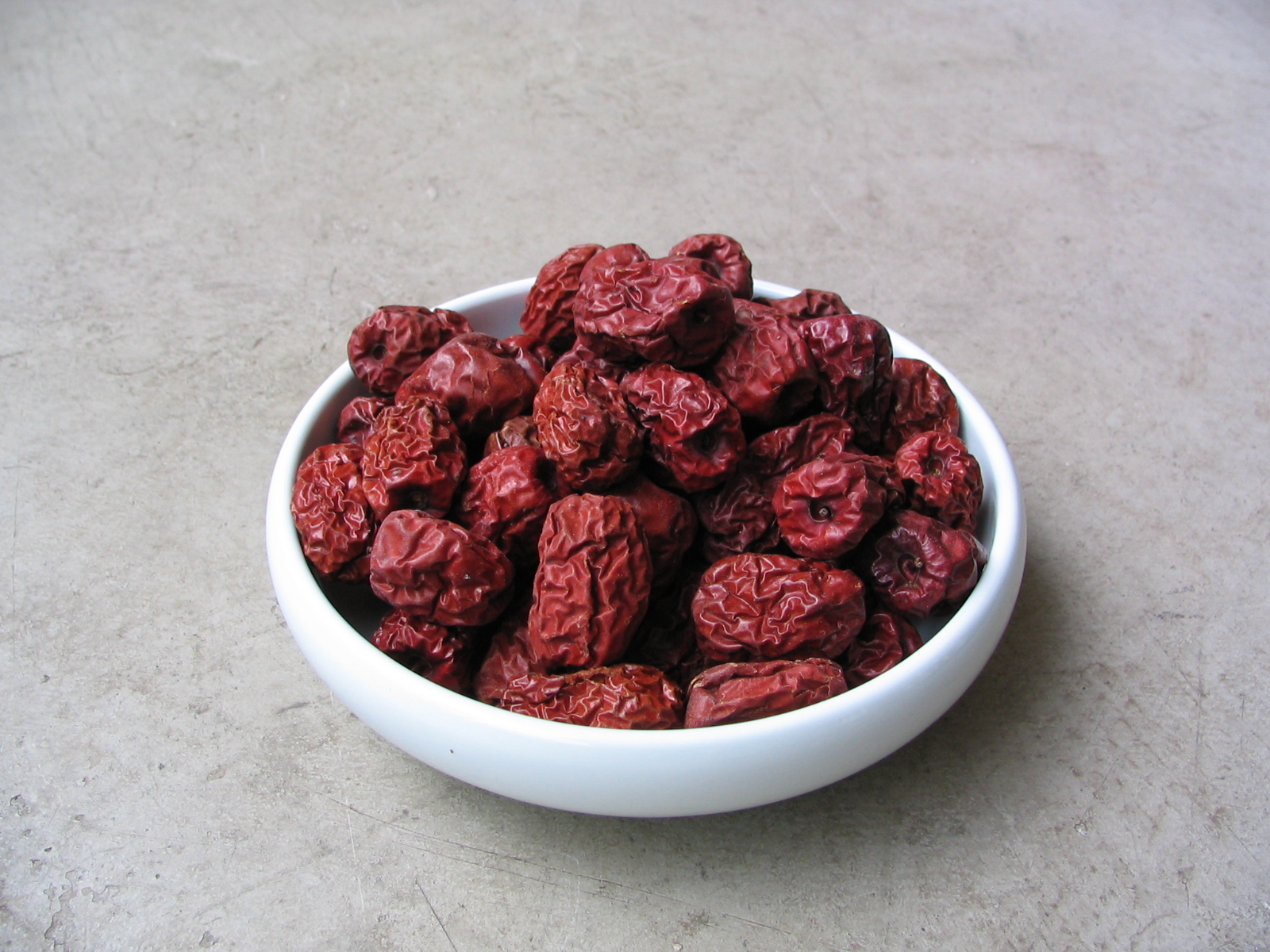
Sous la dynastie Song, des jujubes séchés comme ceux-ci sont importés en Chine d'Asie du Sud et du Moyen-Orient. Un fonctionnaire de Canton, invité chez un marchand arabe, décrit le jujube comme suit: "Ce fruit a la couleur du sucre, sa peau et sa pulpe sont sucrées, et il donne l'impression, quand on le mange, de ayant d'abord été cuit au four puis laissé sécher. "

La dynastie Song voit un tournant en termes de nourriture. Les deux révolutions du commerce et de l'agriculture créent un groupe élargi de citadins ayant accès à la culture et aux loisirs, et à de nombreux techniques et de matériaux. Ainsi, s'alimenter devient pour eux une expérience consciente et rationnelle.L'historien de l'alimentation Michael Freeman soutient que la période Song développe une «cuisine» qui «n'a été dérivée d'aucune tradition unique, mais plutôt fusionne, sélectionne et organise le meilleur de plusieurs traditions». La "cuisine" dans ce sens ne se développe pas à partir des traditions culinaires d'une seule région, mais "nécessite un corps considérable de mangeurs aventureux et critiques, non liés par les goûts de leur région d'origine et désireux d'essayer des plats inconnus." Enfin, la «cuisine» est le produit d'attitudes qui «donnent la priorité au plaisir réel de consommer de la nourriture plutôt qu'à sa signification purement rituelle». Ce qu'on appelle de nos jours  «cuisine chinoise» ne correspond ni à une cuisine ni de Cour, ni des campagnes. Sous la période Song, des preuves montrent l'existence de restaurants (où le client choisit son menu, par opposition à la taverne ou à l'auberge), qui proposent des cuisines régionales. Des gourmets écrivent au sujet de leurs préférences gastronomiques. Ces phénomènes présents pendant la période Song n'apparaissent que plus tardivement en Europe.
Plusieurs textes, comme le Dongjing Meng Hua Lu (Rêves de Splendeur de la Capitale de l'Est) détaillent des menus de restaurants, de tavernes, ou de menus de banquets, de festivals, de carnavals. Cependant, les noms des plats ne permettent pas toujours d'en connaître les ingrédients. Le chercheur Jacques Gernet, à en juger par les assaisonnements utilisés, tels que le poivre, le gingembre, la sauce soja, l'huile, le sel et le vinaigre, suggère que la cuisine de Hangzhou n'était pas trop différente de la cuisine chinoise d'aujourd'hui. D'autres assaisonnements et ingrédients supplémentaires comprennent des noix, des navets, des noyaux de cardamome chinois écrasés, du fagara, des olives, des noix de ginkgo, du zeste d' agrumes et de l'huile de sésame,.

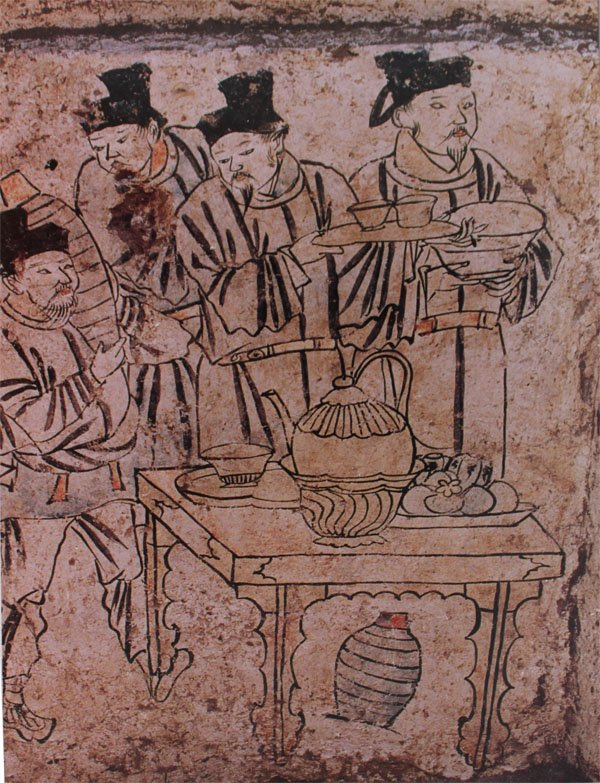
Peinture murale représentant personnes préparant des boissons pendant la dynastie Liao.

Les différences régionales en matière environnementales et culturelles produisent différentes cuisines. Dans l'instabilité du Su de la Chine, les réfugiés ont apporté les traditions culinaires des cultures régionales à la capitale à Hangzhou. Après l'exode massif du nord, le peuple apporte à Hangzhou une cuisine et des aliments de style Henan (populaires dans l'ancienne capitale des Song du Nord à Kaifeng), qui sont mêlés avec les traditions culinaires du Zhejiang . Cependant, les archives indiquent qu'à l'époque des Song du Nord, la première capitale de Kaifeng arborait déjà des restaurants servant une cuisine du sud de la Chine. Les clients, des fonctionnaires de la capitale originaires du Sud-Est, trouvent en effet la cuisine du Nord trop peu assaisonée. Les textes de l'ère Song fournissent la première utilisation des expressions nanshi, beishi et chuanfan pour désigner spécifiquement la cuisine du nord, du sud et du Sichuan, respectivement. Les restaurants se spécialisent. Par exemple, un restaurant de Hangzhou ne servait que des aliments glacés, tandis que certains restaurants répondaient à ceux qui voulaient des aliments chauds, tièdes, à température ambiante ou froids. La plupart des restaurants de hangzhou ont des origines de Kaifeng  , mais d'autres valorisent des styles régionaux différents. Certains proposent une cuisine du Sichuan très épicée; des tavernes ont à leur menu des plats et des boissons du Hebei et du Shandong, d'autres, des plats côtiers de crevettes et de poissons d'eau salée. À l'occasion des dîners impliquant une vingtaine de plat, les serveurs doivent faire preuve de mémoire et de patience :  en cas d'erreur, signalée par un client, le serveur peut être réprimandé verbalement, voir son salaire diminuer voire être licencié.

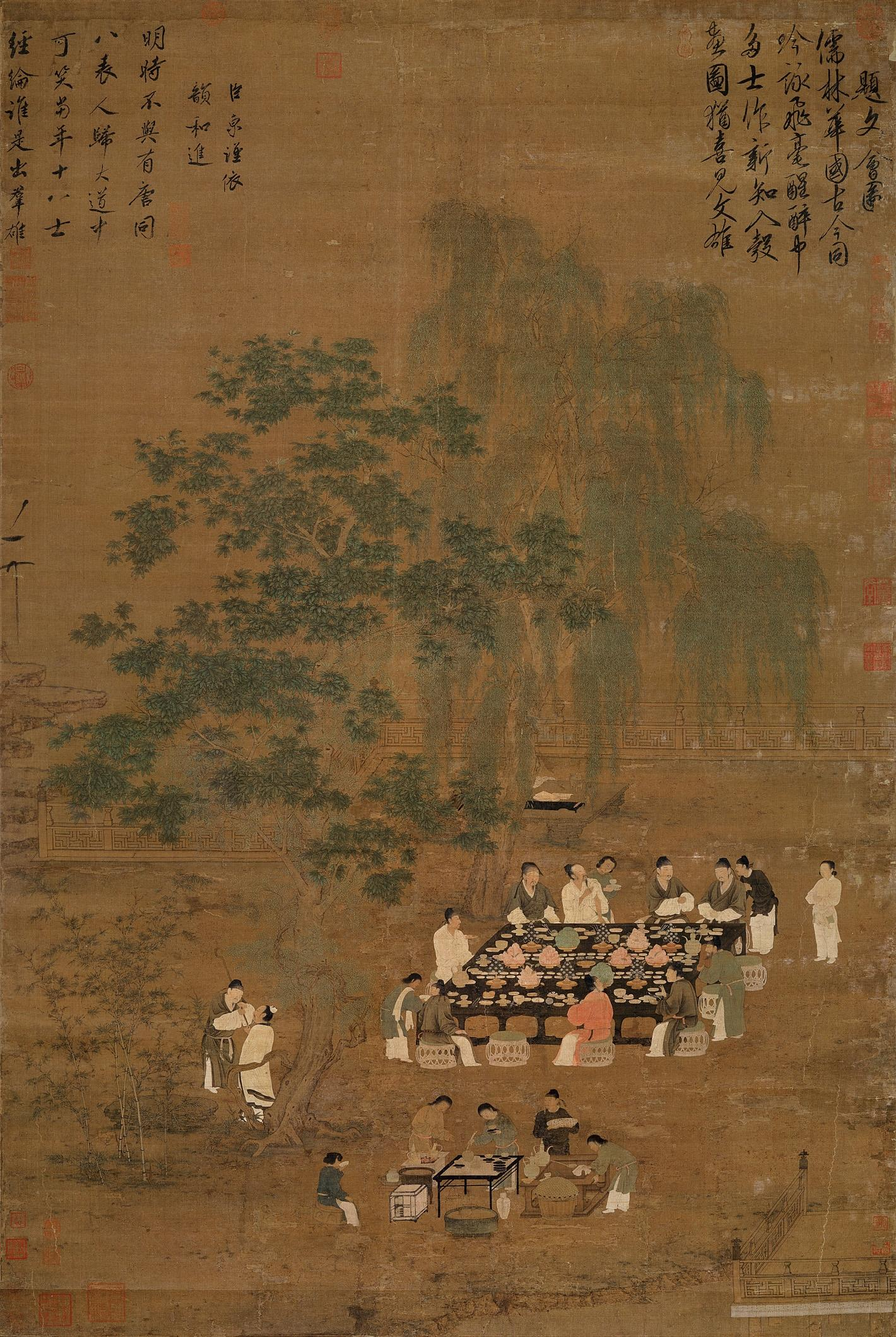
Peinture chinoise d'un banquet en plein air, datant de la dynastie Song et possible refonte d'un original de la dynastie Tang.

À Hangzhou, le long de la voie Impériale, est vendue de la nourriture dès le matin. Parmi les aliments vendus, on compte tripes frites, des morceaux de mouton ou d'oie, des soupes, des crêpes chaudes, des crêpes cuites à la vapeur et des gâteaux glacés. Les boutiques de nouilles sont également populaires et restent ouverts toute la journée et toute la nuit le long de la voie impériale. Selon une source de la dynastie Song à Kaifeng, les marchés nocturnes ont ferment à la troisième veille de nuit mais rouvrent le cinquième, et ont la réputation de rester ouverts pendant les tempêtes hivernales et les jours les plus pluvieux de l'hiver.
Une rumeur selon laquelle de la viande humaine était servie dans les restaurants de Hangzhou pendant la dynastie Song est réfutée par les historiens de l'alimentation.
En Chine, on compte des aliments importés  des autres pays, notamment des raisins secs, des dattes, des jujubes persans et du vin de raisin ; le vin de riz était plus répandu, fait noté par le voyageur vénitien du XIIIe siècle Marco Polo. Bien que le vin à base de raisin soit connu en Chine depuis que les Chinois de l'ancienne dynastie Han se sont aventurés en Asie centrale hellénique, le vin de raisin est souvent réservé à l'élite. Outre le vin, les autres boissons sont le jus de poire, le jus de litchi, les boissons au miel et au gingembre, le thé et le jus de papaye,. Les produits laitiers sont absents. Le bœuf est très rarement consommé, car le taureau est un animal de trait important. Le principal régime de consommation des basses classes est le riz, le porc et le poisson salé. Les plus riches, qui refusent la viande de chien, mangent un grand nombre d'animaux différents, comme les crustacés, le daim, le lièvre, la perdrix, le faisan, le francolin, la caille, le renard, le blaireau, la palourde, le crabe et bien d'autres. Les poissons d'eau douce locaux du lac et de la rivière voisins sont pêchés et vendus au marché, tandis que le lac de l' Ouest fournit également des oies et des canards. Parmi les fruits consommés se trouvent  les melons, les grenades, les litchis, les longanes, les oranges dorées, les jujubes, les coings, les abricots et les poires. Dans la région de Hangzhou, onze variétés d'abricots et huit variétés différentes de poires sont produites,. Les spécialités et les plats combinés de la période Song comprenaient des crustacés parfumés cuits au vin de riz, des oies aux abricots, une soupe aux graines de lotus, une soupe épicée aux moules et au poisson cuit avec des prunes, une soupe de soja sucrée, des petits pains au sésame cuits au four farcis d'une garniture aux filet de porc, petits pains aux légumes, fruits confits parfumés, lanières de gingembre et pâte de haricots fermentés, boulettes cuites à la vapeur farcies au jujube, châtaignes frites, soupe de haricots fermentés salés, fruits cuits dans du miel parfumé et miel pétri et cuit au four, farine, graisse de mouton et saindoux de porc,,,. Des moules à dessert de farine huilée et de miel sucré sont façonnés en visages de filles ou en statuettes de soldats avec une armure complète comme des gardes de porte, et sont appelés "aliments de ressemblance" (guoshi).
Su Shi, célèbre poète et hommes d'État de l'époque, écrit sur la gastronomie et le vin contemporains. Une œuvre influente qui prend en note la cuisine de cette période est Shanjia Qinggong 山家清供供, de Lin Hong林洪). Ce livre de recettes rend compte de la préparation de nombreux plats de cuisines communes et raffinées.

### Dynastie mongole Yuan
Pendant la dynastie Yuan (1271–1368), les contacts avec l'Occident permettent la culture du sorgho et d'autres plantes. Hu Sihui, docteur mongol en médecine chinoise, rédige le Yinshan Zhengyao, guide de cuisine et de santé qui incorpore les pratiques alimentaires chinoises et mongoles,. Les recettes des médicaments sont répertoriées d'une manière qui permet aux lecteurs d'éviter de s'attarder sur les descriptions des méthodes de cuisson. Par exemple, la description comprenait les instructions étape par étape pour chaque ingrédient et suivait les méthodes de cuisson de ces ingrédients. La cuisine du Yunnan est, en Chine, un cas isolé de cuisine comprenant du fromage comme Rubing et Rushan fabriqués par le peuple Bai, et du yaourt. Ce dernier peut être dû à une combinaison d'influence mongole pendant la dynastie Yuan, la colonie d'Asie centrale au Yunnan et la proximité et influence de l'Inde et du Tibet sur le Yunnan.

### Dynastie Ming
La Chine de la dynastie Ming (1368–1644) s'implique dans un nouveau commerce mondial d'animaux, de plantes, de marchandises et de cultures vivrières connu sous le nom de Columbian Exchange . Bien que la majeure partie des importations en Chine soit de l'argent, les Chinois achètent des récoltes du Nouveau Monde à l' Empire espagnol . On y trouve notamment les patates douces, le maïs et les arachides, aliments qui pouvaient être cultivés dans des terres où les cultures de base traditionnelles chinoises - blé, millet et riz - ne pouvaient pas pousser, facilitant ainsi l'augmentation de la population de la Chine,. Sous la dynastie Song (960 – 1279), le riz était devenu la principale culture de base des pauvres ; après que les patates douces sont introduites en Chine vers 1560, elles deviennent consommées par les basses classes. L'augmentation de la demande cause une hausse des prix de la nourriture, qui provoque la mort des plus pauvres.

### Dynastie Qing

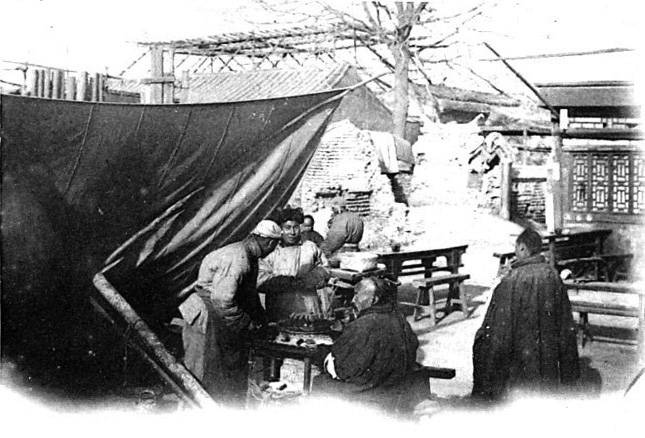
Cuisine de rue chinoise à Pékin (1900-1901)

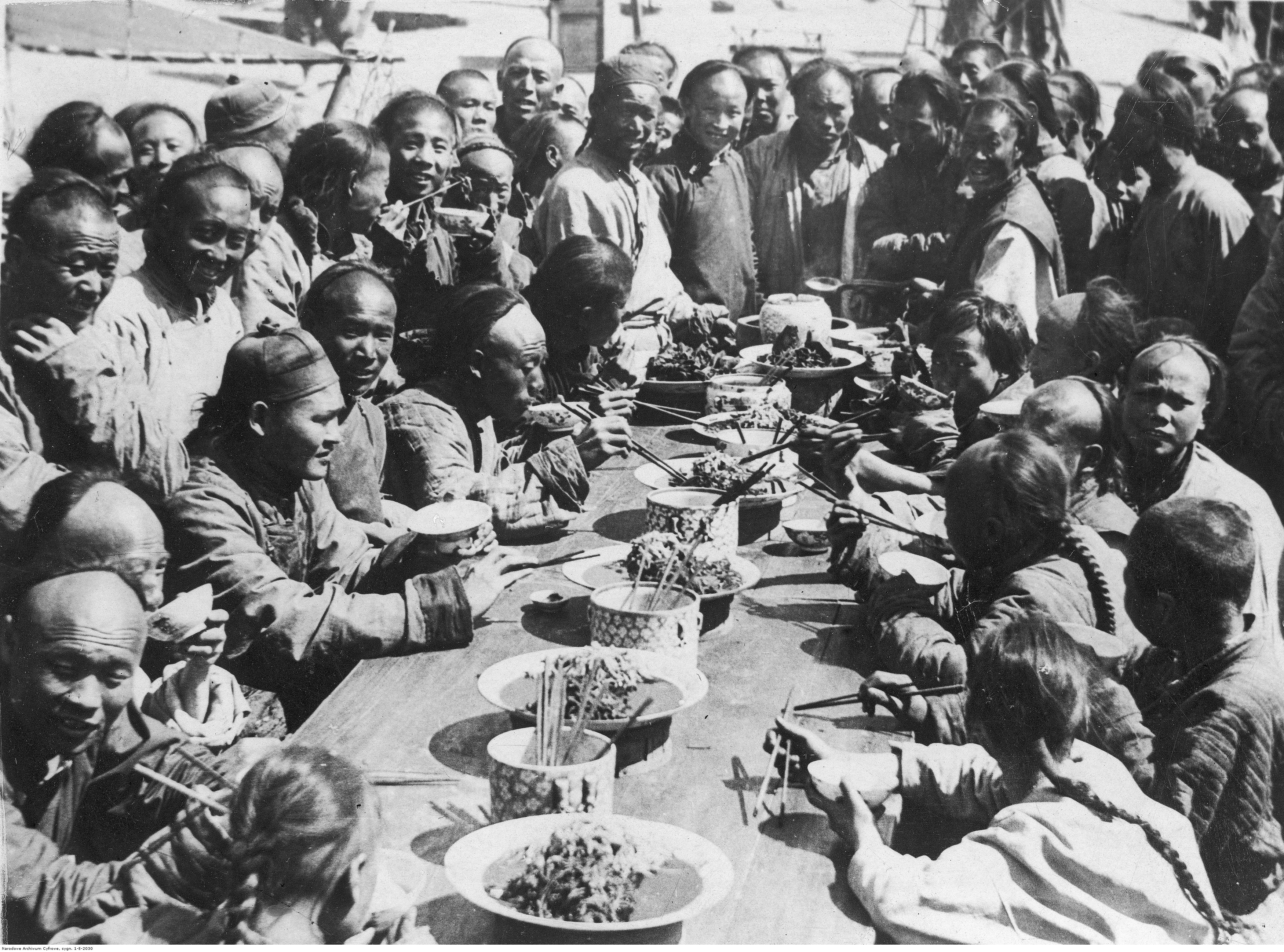
Cuisine de rue chinoise à Pékin.

Jonathan Spence écrit que sous la dynastie Qing, «les arts culinaires étaient traités comme faisant partie de la vie de l'esprit: il y avait un Tao de nourriture, tout comme il y avait un Tao de conduite et un de création littéraire». L'opulence du savant-officiel Li Liweng est contrebalancée par le gastronome Yuan Mei. Pour préparer le meilleur riz, Li envoie sa servante ramasser la rosée des fleurs de la rose sauvage, de la casse ou du cédrat pour l'ajouter à la dernière minute; Li insiste sur le fait que l'eau des roses de jardin est trop forte. Yuan Mei prend la position du gourmet ascétique, dans son œuvre gastronomique le Suiyuan shidan, il écrit:
Je dis toujours que le poulet, le porc, le poisson et le canard sont les génies originaux de la planche, chacun avec sa propre saveur, chacun avec son style distinctif; tandis que la limace de mer et le nid d'hirondelles (malgré leur coût) sont des bêtes banales, sans caractère - en fait, de simples suspensions. Un jour, j'ai été invité à une fête par un certain gouverneur, qui nous a donné un nid d'hirondelles bouilli, servi dans d'énormes vases, comme des pots de fleurs. Cela n'avait aucun goût... Si l'objectif de notre hôte était simplement d'impressionner, il aurait été préférable de mettre une centaine de perles dans chaque bol. Alors nous aurions su que le repas lui avait coûté des dizaines de milliers, sans le désagrément de devoir manger ce qui ne pouvait pas être mangé. "
Après un tel repas, Yuan dit rentrer chez lui et se préparer un bol de congee.
Les archives de la Cour impériale des banquets (光禄寺;光祿 寺) publiées à la fin de la période Qing ont montré qu'il existe plusieurs niveaux de banquets mandchous (满席;滿 席;) et chinois (汉席;漢 席;). La fête impériale royale mandchoue Han est celle qui combine les deux traditions.

### Chine post-dynastique
Après la fin de la dynastie Qing, les cuisiniers impériaux ouvrent des restaurants, ce qui démocratise la cuisine auparavant réservée à l'élite. Cependant, avec le début de la guerre civile chinoise, les personnes qui connaissent les cuisines de l'époque en Chine migrent à Hong Kong, à Taiwan et aux États-Unis. Parmi eux, Irene Kuo fait connaître la cuisine chinoise au monde occidental.
Depuis la fondation de la République populaire de Chine, la nation connait des problèmes d'approvisionnement sous le Parti communiste chinois. Les provinces rurales pauvres comme le Henan et le Gansu sont les plus touchées. En janvier 1959, l'approvisionnement alimentaire des habitants de Pékin se réduit à 1 chou par ménage et par jour. De nombreux paysans souffrent de malnutrition, tout en remettant à l’État un montant élevé. À partir de 1960, la grande famine chinoise a lieu. Pendant cette période, la tradition culinaire chinoise progresse très peu. Pour fuir la famine, des Chinois migrent à Hong Kong ou à Taiwan.
| Année | Pourcentage de grain remis au parti communiste |
| ----- | ---------------------------------------------- |
| 1957  | 24,8%                                          |
| 1959  | 39,6%                                          |
| 1960  | 35,7%                                          |

À Pékin, dans les années 1990, une cuisine de style communiste, également appelée cuisine de la Révolution culturelle ou cuisine CR, se popularise. Parmi les autres innovations récentes, citons la cuisine rétro-maoïste, qui profite du 100e anniversaire de l'anniversaire de Mao Zedong, sans approbation officielle cependant. Le menu comprend des éléments tels que des gâteaux de semoule de maïs et du gruau de riz. En février 1994, le Wall Street Journal  publie un article sur le succès de la cuisine rétro-maoïste en Chine. Les propriétaires d'un restaurant de style CR déclarent : «Nous ne sommes pas nostalgiques de Mao en soi. Nous sommes nostalgiques de notre jeunesse. "  Le gouvernement chinois nie  toute implication dans la cuisine rétro-maoïste.
Les cuisines d'autres cultures en Chine, comme la cuisine islamique chinoise, bénéficient de changements de politique gouvernementale. Pendant le Grand bond en avant et la révolution culturelle des années 1970, le gouvernement fait pression sur le peuple Hui pour qu'il adopte la culture chinoise Han. Après cette période, le gouvernement cesse ses tentatives d’homogénéisation de la cuisine chinoise. Afin de faire revivre leur cuisine, devenue rare, les Huis qualifient  leur nourriture de «cuisine traditionnelle Hui». Le succès de ces initiatives est fort : par exemple, en 1994, le «restaurant familial de Yan» gagne 15 000 yuans de revenu net par mois , revenu situé au-dessus de la moyenne de l'époque.
Les crocodiles sont mangés par les Vietnamiens alors qu'ils sont tabous et interdits aux Chinois. Les femmes vietnamiennes qui épousent des hommes chinois adoptent le tabou chinois.

## Citations célèbres
Un dicton commun tente de résumer toute la cuisine en une phrase, bien qu'elle soit maintenant plutôt dépassée (le Hunan et le Sichuan sont maintenant plus célèbres en Chine pour leur nourriture épicée) et de nombreuses variantes deviennent d'usage 0:
| Langue               | Phrase                                                                  |
| -------------------- | ----------------------------------------------------------------------- |
| Chinois traditionnel | 東甜，南鹹，西酸，北辣                                                  |
| Chinois simplifié    | 东甜，南咸，西酸，北辣                                                  |
| Français             | L'Est est sucré, le Sud est salé, l'Ouest est aigre, le Nord est épicé. |
| Pinyin               | Dōng tián, nán xián, xī suān, běi là .                                  |
| Jyutping             | Dung1 tim4, naam4 haam4, sai1 syun1, bak1 laat6*2 .                     |

Un autre dicton populaire, évoquant les atouts régionaux, distingue la cuisine cantonaise comme favorite:
| Langue               | Phrase                                                                        |
| -------------------- | ----------------------------------------------------------------------------- |
| Chinois traditionnel | 食在廣州，穿在蘇州，玩在杭州，死在柳州                                        |
| Français             | Manger à Guangzhou, s'habiller à Suzhou, jouer à Hangzhou, mourir à Liuzhou . |
| Pinyin               | Shí zài Guǎngzhōu, chuān zài Sūzhōu, wán zài Hángzhōu, sǐ zài Liǔzhōu .       |
| Cantonais            | Sik joi Gwongjau, chuen joi Sojau, waan joi Hongjau, sei joi Laujau .         |

Les autres références font l'éloge de l'industrie de la soie et des tailleurs de Suzhou, du paysage de Hangzhou; et des forêts de Liuzhou, dont les sapins étaient appréciés pour les cercueils dans les sépultures traditionnelles chinoises avant que la crémation ne devienne populaire. Les variantes gardent généralement le même objectif pour Canton et Guilin, mais suggèrent parfois de "jouer" à Suzhou à la place (célèbre en Chine à la fois pour ses jardins traditionnels et ses belles femmes) et "vivre" (住) à Hangzhou.